# 七人の秘書
『七人の秘書』（しちにんのひしょ）は、テレビ朝日系「木曜ドラマ」で2020年10月22日から12月10日まで放送されたテレビドラマ。全8話。主演は木村文乃。
様々な組織に溶け込み、目立たぬことを信条とする秘書たちと元締めが社会的に理不尽な目に遭っている弱者を救うべく、あらゆるネットワークを駆使して金や権力に溺れた非情な権力者たちを一掃し、理不尽だらけの日本社会を影で操りながら変えていく姿を描く。
2022年10月2日、続編となるスペシャルドラマ『七人の秘書スペシャル』が放送され、同月7日、劇場版『七人の秘書 THE MOVIE』が公開された。

## キャスト

### 影の秘書軍団
表の秘書の仕事を忠実に務める一方、裏で密かに理不尽な目に遭う社会的弱者の救済を請け負う。作戦会議を行う際は「萬」やホテルのプールに集まる。決め台詞は「名乗るほどの者ではございません」。
望月千代（もちづき ちよ）〈33〉
演 - 木村文乃
「東都銀行」常務秘書。
兄・一男のラーメン店を手伝いつつ、家計を助けるため銀座でホステスの仕事も掛け持ちしていたが、不景気でラーメン店が廃業となり、ホステスの仕事も失った後に兄の親友・萬と再会し、現在は東都銀行の派遣秘書として働いている。
秘書としてのスキルの高さに加え、「月子」の源氏名で銀座No.1まで登り詰めたホステス時代の経験から洞察力が高いうえに口が上手く、咄嗟の機転も利き、相手を手玉に取ることに長けている。勤務中に笑顔は滅多に見せず、七菜に対して毒舌である。
粟田口の圧力により表の秘書の仕事を解雇された際は、「Club白蝶」のホステスに再就職という形で潜り込み、粟田口の不正に繋がる情報がないか常連客の代議士に探りを入れた。
照井七菜（てるい なな）〈25〉
演 - 広瀬アリス
「東都銀行」頭取秘書。
秋田県出身。のんびりとした性格であまり仕事ができるタイプではないが、素朴な人柄を前頭取の一原に気に入られ、プライベートでは秘密の話し相手として接していた。
一原の急逝と秘書室長の鈴木からのパワハラの件で影の秘書軍団と関わり、志願して仲間入りを果たす。ただし、普段の仕事同様にドジを踏む、勝手に依頼人を「萬」に連れてくるなど軽率な面が多く、秘書軍団、特に表での先輩でもある千代からは酷評されている。世間知らずであることから不二子や五月からは「おぼこ」と呼ばれることがある。
自分以外の秘書軍団が粟田口の圧力で表の秘書の仕事を解雇され動きを封じられた際、粟田口の金の流れを掴むため千代たちから「最終兵器」とおだてられ、鍵となる霧島頭取のパソコンにハッキングするための無線端末取り付けミッションを任され、任務を成功させた。
粟田口を成敗した後は、結婚のため秘書軍団からの卒業を宣言するが、あからさまな結婚詐欺に引っかかっていたため、見かねた千代たちに再び救われ卒業も自動的に撤回することになった。
長谷不二子（はせ ふじこ）〈31〉
演 - 菜々緒
「警視庁」警務部長秘書。階級は警部補。1989年6月1日生まれ。影の秘書軍団の中でモデル並みの美貌と抜群のスタイルとプロポーションの持ち主。正義感が強く、男勝りな性格。空手の有段者。
秘書軍団の中では警察のネットワークを利用した情報収集と、武力行使してくるターゲットの制圧を担当。
2年前までは捜査一課の刑事であったが、男社会の刑事の世界で過度なセクハラやモラハラを受ける苦痛を味わう。表面上は屈せず気丈に振舞ったものの、結局は庶務課に異動させられ、その悔しさを「萬」で吐露したことがきっかけで秘書軍団に加わった。警務部長秘書となった現在も男性社会の警察組織で孤軍奮闘している。
粟田口の圧力により表の秘書の仕事を解雇された際は粟田口や身内の七菜を欺くため転職活動をしているふりをして、後輩の二瓶に東京地検特捜部の極秘文書データを提供させた。
朴四朗（パク・サラン）〈28〉
演 - シム・ウンギョン （幼少期：湯本柚子）
「慶西大学病院」院長秘書。病院では専門的な知識を要する医療秘書として医師の論文添削なども引き受けている。
秘書軍団の中ではハッキングによる情報収集を担当している。悪党を成敗するときの口癖は「懲らしめてやりましょう」。
日本人医師・白鳥六郎と、韓国人の看護師パク・スアンとのハーフ。5年前に母親を白血病で亡くし、父を訪ねて韓国から来日したが面会を拒否され、帰国する為のお金が無く途方に暮れていた中で萬と出会った。
母子家庭で育ち、韓国で医師を目指していたものの経済的困窮のため断念した過去を持つ。現在でも医師への思いは強く、患者第一の真面目な医師を尊敬する一方、権力を振りかざす無能な医師のことは嫌悪している。家族を捨てた父・六郎を恨んでいるが、同時に医師としては尊敬しており、再会した六郎に「父のような医師になりたかった」と思いを告げるが、医療を優先して家族を犠牲にする自分の様な医師ではなく、他の方法で人を助ける人になるように告げられる。
六郎との関係を突き止めた粟田口に呼び出され、私設秘書にならないかとオファーをかけられ、院長秘書を辞めて粟田口の私設秘書に就任し、秘書軍団との関係を断つ。粟田口に高額の報酬で懐柔されたかと思われたが、粟田口の懐に入ることで彼の不正の証拠を掴もうとしており、秘書軍団が集めた粟田口の秘蔵っ子・椎名が選挙で配った賄賂を受け取った関係者の証言動画を秘書軍団に代わってノートPCの遠隔操作でネット上に拡散する。しかし、粟田口に雇われた黒木に動向をマークされていたためノートPCを奪われそうになり、抵抗したために非常階段から転落して負傷する。
黒木に襲われ負傷入院していた際は三和の父親と風間グループの口座から粟田口に献金されたデータを糸口に、東京32区、大学病院関係者と粟田口との癒着をデータ解析し、七菜が無線接続させた霧島頭取のパソコンを乗っ取り、粟田口の政治資金管理団体の金の流れを解明した。

風間三和（かざま みわ）〈31〉
演 - 大島優子（小学生時代：西奈美怜）
「東京都知事」秘書。都知事のメディア戦略指南と手話通訳も務める。留学経験のある優秀なバイリンガル。剣道の心得もあり腕前も確か。
秘書軍団では主に実家の風間グループのコネクションを利用して作戦遂行のお膳立てを行う。
ホテル「グランドローズ・カザマ 六本木」オーナーの令嬢で裕福な家庭に育ったが、家柄を重んじる家族や上流家庭のために同級生たちから距離を置いて接せられることに生きづらさを感じ心の奥に闇を抱えており、家族との仲を拗らせている。4年前、兄が弁護士になったことを祝う会食の席に居心地の悪さを感じ父に料理を投げつけたことを、「それが個性だからそれでよい」とありのままの自分を受け入れてくれた萬に対し絶対的な信頼感を抱き、萬の役に立ちたいという思いから秘書軍団として活動することになる。
粟田口の圧力により表の秘書の仕事を解雇された際は父親に懇願しホテルの仕事に就かせてもらうが、秘密裏にホテルの監視カメラをチェックしてコンピュータ管理ではないバッテリー式の監視カメラに秘書軍団の活動が映っている画像が残されていて、その画像を父が粟田口にリークしていたことを突き止めた。

鰐淵五月（わにぶち さつき）〈59〉
演 - 室井滋
家政婦。萬への借金はないが、老後の貯蓄のため秘書軍団に加わっている。
秘書軍団の中では主に家政婦や清掃スタッフとしてターゲットの家や拠点に潜り込み、不正の証拠を集める役割を担当。
7年前までは粟田口の私設秘書として彼の選挙区である京都の議員事務所で働いていたが、その際、萬の収賄の無実を証言させない口封じのために後援会会長であった夫・明が首つり自殺に偽装され粟田口に命を奪われたことから、復讐のため粟田口を刃物で襲撃し、粟田口の側近を刺し負傷させる傷害事件を起こしたため刑務所に服役した過去を持つ。普段は標準語だが、地元の京都に戻ったり、亡くなった夫のことになると興奮して話し言葉が京都弁になる。
秘書軍団が粟田口の圧力で表の秘書の仕事を解雇され動きを封じられた際は、地元の京都に戻り、亡き夫の墓に埋葬した粟田口と交流のある人物たちの住所録を墓を掘り起こして萬と共に回収した。

萬敬太郎（ばん けいたろう）〈48〉
演 - 江口洋介
ラーメン店「萬」店主。副業は司法書士。
影の秘書軍団の元締め。7年前までは粟田口の東京事務所の秘書であったが、清廉潔白な性格が仇となって粟田口に見限られ、収賄の濡れ衣を着せられる形で解雇、さらに半年の間刑務所に服役した過去を持つ。
失踪中の千代の兄で親友である一男が手放したラーメン店を買い戻して店主となり、客として訪れた依頼人の虐げられた事情を聞き出し救済を請け負う。裏の仕事では依頼人から報酬をもらってメンバーに分配しているが、基本的に秘書軍団の食べるラーメンの代金以外は依頼人に決まった金銭を要求しないことから、報酬が物品で支払われることも多い。決め台詞は「ここからは引き取らせて貰おうか」。
秘書軍団が粟田口の圧力で表の秘書の仕事を解雇され動きを封じられた際は、粟田口を欺くためラーメン店を休業し、五月とともに京都に赴き、五月の旦那の墓に埋葬した粟田口と交流のある人物たちの住所録を掘り起こして回収した。
秘書軍団たちが集めてきた情報を元に、粟田口の最先端科学大学院機構に絡んだ土地売買による錬金術のからくりを解明し、秘蔵っ子であった椎名を補欠選挙で当選させるため、粟田口の政治資金管理団体の口座から彼女の後援会であった32区商店組合に寄付した票買収の入金記録を突き止め、単身粟田口の元に乗り込んでそれらの不正の証拠を突きつける。そして悪行を突きつけられた粟田口がそのことを認めたうえで恐れるに足りないと萬を逆に脅し、国民を見下す発言をした様子を全国にネット配信したかのように見せかけ粟田口が釈明会見を開く状況に追い込み、彼が数々の不正は秘書が勝手にやったことであると弁明するライブ映像を今度は本当に全国にネット配信することで、粟田口本人の口から国民が知らなかった彼の悪行を語らせてスキャンダルを発覚させ、粟田口を大臣の座から引きずり落し社会的に葬り去った。

### 影の秘書軍団の周辺人物
霧島和夫（きりしま かずお）
演 - 小林隆（第1話・第2話・第6話 - 最終話）
東都銀行・副頭取→頭取。
常務の安田が不正融資で私腹を肥やしていた責任を取るため、頭取を辞任する覚悟を決めていた一原が後任に指名していたことから新頭取に就任する。
一原と同じく七菜のことを買っていたが、頭取となって粟田口との付き合いが緊密になると質素だった性格が贅沢品を志向するように変わり、七菜に厳しく接するようになる。粟田口からの情報リークに従う形で千代を解雇するが、去り際の彼女には「間違ったリーダー（粟田口）にすり寄らないでください」と釘を刺される。
南勝子
演 - 萬田久子 （第1話・第5話・第6話）
東京都知事。銀座のクラブのママから政界進出した異色の経歴の持ち主で、国政進出も噂されている。過去に学歴詐称疑惑が持ち上がるも既に沈静化し、目立ったスキャンダルもない。
「ステイ・ファミリー」を標榜し、老朽化した目黒の児童養護施設を都内の高級住宅街・品山のハイクオリティーな施設に移転する公約を掲げていたが、粟田口に恩を売るため品山の土地の利権を彼に譲り、老朽化した施設の土地を都が買収した後に計画を撤回したため、施設の子供たちは他の養護施設にバラバラに移らざるを得なくなる。公約を破り子供たちを騙したことに怒った秘書軍団により、溺愛する愛犬ハッピーの緊急手術という嘘を吹き込まれ、急いで動物病院に向かうために自ら公用車を運転し、ハンドルを握ると粗暴な性格に豹変することに付け込まれ運転を邪魔してイライラさせ暴言を吐く状況に追い込まれる。その醜態の隠し撮り映像をネットで拡散されて支持率を急激に落としたため、メディア戦略を担当する三和の提案で謝罪会見を開き、支持率回復のために一度撤回した養護施設の移転計画を復活させることを発表する。これに伴い、粟田口よりも世論を優先したことで、彼の不興を買うことになる。
秘書軍団の制裁により心を入れ替えて知事の職務に邁進していたが、急性心筋梗塞で倒れ緊急入院を余儀なくされる。その状況に付け込んだ粟田口の陰謀により「手術失敗により職務復帰不可」として政界から追放されそうになるが、秘書軍団の手配によって秘密裏に白鳥の心臓手術を受け無事に成功し、職務復帰を果たす。
粟田口十三（あわたぐち じゅうぞう）〈65〉
演 - 岸部一徳 （第1話・第3話 - 最終話）
財務大臣。政財界に幅を利かせる日本のドン。民支党の京都選挙区選出。
京都弁で誰とでもフランクに言葉を交わす一方で腹の底では相手を見下しており、利用価値が無いとみると見限る。また自身と対立関係にある人物や、自分の意に従わない者は闇に葬ることも厭わない冷酷な性格。
黒木が売り込みに来たスクープ写真から自身の利害関係者が萬によって社会的に制裁を受けていることに感づき、「萬」を訪問しこれ以上余計な真似をしないよう釘を刺すが、その後も自分の思惑通りに事が進まないことに憤りを募らせる。そして自分の策略を誰が阻止しているのか調査するよう黒木を密偵として雇い、南の手術を成功させた白鳥六郎と、六郎との面会を直談判に来た四朗が親子であることを突き止め、四朗の背後関係を探る目的で私設秘書にならないかと取引を持ちかけ、四朗に渡した党員バッチに埋め込んだ盗聴マイクで彼女の動向をマークする。
三和の父からホテルで秘書軍団が活動していた画像を受け取り、その画像から秘書軍団の正体を突き止め、秘書軍団たちが隠密活動している最中の写真を彼女たちのボスに送りつけて表の秘書の仕事を解雇させ、七菜以外の秘書軍団の動きを封じ込める。
かつては国のために純粋に働き忖度しない人物で、萬もそのような彼の人柄にほれ込んでいたが、いつしか権力に取りつかれてしまい、権力者が密室で決めたことを底辺の国民はただ従っていればいいと思うように変わってしまった。
萬が仕掛けた策略で、最先端科学大学院機構に絡んだ土地売買による錬金術、秘蔵っ子の椎名を衆院補欠選挙で当選させるための賄賂資金のバラマキを、釈明会見を開き自らの口で国民に謝罪する状況に追い込まれ秘書がやったと言い逃れをするが、悪行が明るみに出たことで社会的信用を失い大臣を辞任して失脚する。
望月一男（もちづき かずお）
演 - マキタスポーツ
千代の兄。萬の親友でラーメン店「一」の元店主。
都市計画によりラーメン店が立ち退きにあい、新店舗での運営のために借りた多額の借金を萬に肩代わりしてもらったが、返済することができず失踪。失踪する前、自分の借金のせいで千代に迷惑を掛けてしまっている事への罪悪感に耐えきれず、電車が通過する直前の踏切に入り込んで自殺を図ろうとしたのを千代に制止されていた。
親友の萬を信頼し、萬の収賄の一件は粟田口によって着せられた濡れ衣であると確信しており、1年前から隙を見て萬に代わって復讐するため粟田口の大臣公用車の運転手の仕事に就いており、粟田口の私設秘書に就任した四朗と接触したことから所在が判明する。
四朗が粟田口に雇われた黒木に襲われている様子を目撃し、負傷した四朗を病院に搬送して萬に搬送先の病院を連絡した。後日、粟田口を取材する記者たちに紛れて四朗を襲った黒木がいたことから、彼を警察に突き出すことで粟田口の悪行の尻尾を掴もうと黒木を捕まえようとするが、粟田口を襲撃したと間違われ、粟田口のSPに取り押さえられて留置所に送られてしまう。粟田口の失脚後、留置所から釈放されると千代と久方ぶりの再会を果たしている。
口癖は「ラーメンが美味しいと思える人生を送れ。腹いっぱい食べて寝れば大概のことはなんとかなる」。この口癖は後に萬に引き継がれている。
黒木瞬介（くろき しゅんすけ）
演 - 坂口拓 （第1話・第3話・第4話・第6話 - 最終話）
フリーライター。独自の嗅覚でスキャンダルを嗅ぎつけ、スキャンダルの当事者や関係者に接触して取材し、場合によっては情報と引き換えに金銭を要求する。
一原の急逝を怪しみ、SNSで一原との関係が噂されていた七菜に探りを入れる。後援会長の息子の山根が盗撮で逮捕されたスクープ写真を粟田口に売り込んだことにより、彼に萬が山根たちへの社会的制裁に関与していたことを気付かせる契機を与えている。
自身の進める策略を何者かに阻止されている粟田口から、暗躍して策略を阻止する人物たちを調査するよう依頼され、その申し出を受諾する。また、粟田口の私設秘書として雇われた四朗の動向もマークしており、粟田口の秘蔵っ子である椎名が選挙で賄賂を渡していたことを証言する関係者の動画をネット上に拡散している様子を掴むと、それを阻止するために四朗のノートPCを奪おうと襲撃したことで四朗を負傷させるが、千代の兄・一男に目撃されたため逃亡する。
粟田口のボディーガードも請け負っており、これまでの不正が発覚して粟田口が記者たちから逃げる際に記者の追跡を邪魔するが、三和の剣術、不二子と千代の格闘術の波状攻撃の前に敗れ去る。

### ゲスト
第1話
一原福造
演 - 橋爪功（第2話・第3話）
東都銀行・頭取。秘書の七菜をかわいがっていたが、元々心臓病を患っていたため、七菜との密会先のホテルの一室にて心不全で急逝する。生前に「どこで死んでも自宅で妻に看取られたことにしてくれ」と萬に依頼しており、遺体は連絡を受けた秘書軍団によって納体袋に詰められ自宅に運ばれた。また、守谷からの告発状で安田が不正融資で私腹を肥やしていたことを認識しており、そのことを見抜けなかった責任を取るため、頭取を辞任して副頭取の霧島を新頭取に指名する手紙を残していた。
一原弓恵
演 -  朝加真由美
福造の妻。夫婦仲は冷えており、夫の死の状況について萬との契約に従って口裏を合わせ、頭取秘書の七菜が（実際は違うが）夫の浮気相手であったことも咎めなかった。
守谷正
演 - 山崎樹範
東都銀行・千代田支店長。融資先の町工場・神田精密の決算書を改ざんさせて、不正融資した億単位の金の還流を常務の安田にクビをちらつかされ強要されていた。思い余って電車に轢かれて死のうとしたところを千代に止められ「萬」を紹介される。安田の悪行が影の秘書軍団の活躍で世間の明るみに出ると銀行を辞め、神田精密への不正融資の件を警察に自首した。報酬は「東都銀行の粗品の手拭い」。
安田英司
演 - 藤本隆宏
東都銀行・常務。出世を目論む非情な野心家。一原頭取の急逝をうけ、取締役会から承認されて新頭取に就任するはずだったが、影の秘書軍団により、不正融資の還流で私腹を肥やしていたことや、妻の幸世や専務の古山と閉鎖する支店、行員の人事・リストラ候補をダーツで決める悪ふざけをしていたことが行員に発覚し、失脚する。
安田幸世
演 - とよた真帆
英司の妻。セレブ志向の生活のために夫の出世を願っており、それが叶って夫が新頭取に就任するはずだったが、影の秘書軍団の活躍で旦那の悪行が発覚し、頭取夫人になり損ねる。
古山豊
演 - 大高洋夫
東都銀行・専務。安田に目をかけており、彼が頭取に成ることを後押ししていたが、影の秘書軍団の活躍により、閉鎖する支店や行員の人事・リストラ候補をダーツで決める悪ふざけを安田と一緒にしていたことが、行員に発覚する。
横井
演 - 野添義弘
神田精密の社長。安田常務に不正融資の還流を強要された守谷によって銀行からの融資の知識が無いために騙され、会社の運転資金を融資されずに自身の町工場が倒産しそうになる。
佐藤宏
演 - 中脇樹人
東都銀行・頭取第一秘書。
秘書、秘書、嵐山早苗、秘書、秘書、橘達也
演 - 小田切正代、ありもとひとみ、あいだあい、三浦圭祐、西村誠治、望月雅友 （第2話・第3話）
東都銀行・秘書室の秘書たち。
第2話
鈴木二葉〈60〉
演 - 杉田かおる（第1話）
東都銀行・頭取第二秘書。霧島新頭取の誕生を契機に秘書室長に昇進して女帝のごとく秘書チームに君臨し、行内の他部署の仕事にも干渉するようになる。以前から気に入らない秘書を徹底的に無視する「恐怖の無視カゴ」と呼ばれるパワハラを行っており、多くの秘書たちを退職に追い込んでいた。霧島新頭取に目を掛けられている七菜に嫉妬し、七菜をフォローする千代にもつらく当たり、二人を「恐怖の無視カゴ」でいじめる。定年退職後に処遇延長で執行役員への就任が内定していたが、裏アカウントを使って行員たちのデマや悪口をSNSに書き込んでいたことを影の秘書軍団に暴露され行員たちが知るところとなり、役員就任祝のパーティーの招待客全員に欠席され、役員への就任が白紙撤回される。また、サプライズでパーティーに現れた夫の則男からは離婚届を突きつけられる。
鈴木則男
演 - 矢柴俊博
二葉の夫。関東よつば信用金庫の係長。二葉の尻に敷かれているその裏で社内不倫をしていたが、SNSで不倫をリークされ信用金庫をクビになる。
山本雅子
演 - 村岡希美
秘書室の二葉の側近。二葉の執行役員への就任が立ち消えになったことを知ると掌を返し、二葉を見限る。
中村サチ
演 - 梅舟惟永
東都銀行・秘書。自分が二葉から無視されることを恐れ、二葉の指示で七菜と千代の担当業務を取り上げ、「恐怖の無視カゴ」に加担する。
松本房子
演 - 瀬戸さおり
元東都銀行・秘書室の行員で、二葉から「恐怖の無視カゴ」のパワハラを受けたことを原因に退職し人生を狂わされ、その恨みから二葉を刃物で襲撃したが千代に阻止される。
霧島良子
演 - 久世星佳
霧島新頭取の妻。夫が頭取に就任できたのは七菜が一原前頭取が霧島を後任に指名した手紙を大切に管理していたおかげだと感謝している。
坂本充
演 - 星田英利
オレオレ詐欺一味のウケコ。弁護士の本間と名乗り五月から架空の痴漢被害者への示談金をだまし取ろうとする。
豊田賢治
演 - 町井祥真
オレオレ詐欺一味のカケコ。痴漢で逮捕されたと五月の息子のふりをして電話で助けを求める。
照井滋
演 - 岡雅史
照井智子
演 - かとうずんこ
七菜の両親。秋田の実家から七菜に秘書の仕事を頑張るよう電話で励ます。
第3話
西尾忠彦
演 - 大和田伸也（第1話）
慶西大学病院の院長で教授。息子・直哉の内科部長への出世を画策し、自身は医師会会長の座を狙っている。多額の謝礼金を患者に要求していることを黒木に報道されると、三好にその罪をなすりつけて懲戒解雇し、自身は粟田口の口利きで厚生労働省にポストを用意してもらったうえで火消しのために院長を辞職しマスコミの追及を逃れようと目論む。裏口入学で多額の裏金をせしめ息子も裏口入学させていたが、大学病院での院長退任スピーチの場に現れた萬によって一連の不正を医師たちに暴露されてしまい、医学界から追放され、粟田口にも見限られる。
西尾直哉
演 - 忍成修吾
慶西大学病院・内科医。忠彦の息子。四朗曰く研修医よりダメなレベルの医師で、本業に身を入れず合コンに明け暮れている。合コンの遊興費の領収書を病院の経費として落とそうとするなど病院を食い物にしようとしていたが、父の院長退任スピーチの場でそのことを四朗に暴露される。更には自身の実力で勝ち取ったと思っていたエリート校・慶西大学医学部への入学は、父の力による裏口入学であったことを知り、怒りのあまり父に掴みかかる。
三好麻里
演 - 松本若菜
慶西大学病院・内科医。患者に慕われる名医で次期内科部長の最有力候補だったが、西尾院長の策略により「患者に謝礼金を要求していた」という濡れ衣を着せられ、大学病院だけでなく医学会からも追い出されそうになる。同僚である四朗の仲介で動いた影の秘書軍団の活躍で潔白が証明され、無事に復職した。報酬は「慶西大病院での人間ドック無料券」。
青井慎之助
演 - 福山翔大（第6話・最終話）
慶西大学病院・内科医。論文のアドバイスをもらうなど四朗に一目置いており、彼女が西尾院長の弱みを探るため院長室に侵入し隠れていたときには西尾親子を室外に誘導する形で見つからないよう計らい、親子の断罪劇に一役買った。
秘書軍団が画策した南都知事の秘密の心臓手術では、四朗の手配により白鳥の助手として携わり、黒木に襲われ入院していた四朗が「萬」に行くと言い出した際は、彼女に付き添って「萬」に送り届けるなど、引き続き四朗に力を貸している。
伊澤弘樹
演 - 中江翼
慶西大学病院・内科医。直哉の合コン仲間。都議会議員の息子。合コンで七菜に乱暴をしようとして不二子に成敗される。
雀野義人
演 - 西沢仁太
慶西大学病院・内科部長。
佐山保生
演 - 大河内浩
厚生労働大臣。西尾院長の医師会会長への就任に協力する見返りに、紹介した医療機器メーカーを経由してリベートをせしめていた模様。
橋口正二
演 - 黒須洋嗣
橋口医学進英予備校の校長。子供の医学部への裏口入学を希望する親を西尾院長に斡旋し、ふたりで裏金をせしめていた。
事務長
演 - 小沼朝生
慶西大学病院の事務長。患者から菓子折りに入った謝礼金を受け取っていたと三好を糾弾する。
看護師
演 - 市原茉莉
容体が急変した患者の対応を直哉に求めるが断られる。
雀荘の客
演 - 丸山翔
五月と麻雀をしていたが途中で対戦から抜ける。
偽の患者
演 - 津村和幸
西尾院長にギャンブルの借金の肩代わりをしてもらったことから、院長の指示で患者を装い三好に謝礼金が入った菓子折りを渡す工作をした。そのことを秘書軍団に突き止められ、行きつけの雀荘で待ち構えていた五月に捕まり、西尾の院長退任スピーチの場で真相を告白する。
粟田口の秘書
演 - 加藤将平（第1話・第4話 - 最終話）
西尾元院長が助けを求める電話を粟田口へ取り継ごうとするが、粟田口が西尾を見限ったことを察し、粟田口は出張で不在と居留守を使う。
アナウンサー
演 - 仁科健吾（テレビ朝日アナウンサー）（第7話）
西尾院長が不正入試に関わっていたことをテレビのニュース番組で報じる。
通院患者
演 - 仲義代、川田しのぶ
三好の外来診察を受けに来た患者たち。
富士セントラル商事の社員
演 - 六角慎司
会社員。駅の構内で女性とぶつかり転倒させたが、謝らず暴言を吐き逃げようとしたところを影の秘書軍団に成敗される。
パク・スアン
演 - 広澤草（第6話）
四朗の母。5年前に闘病の末、他界している。シカゴの病院で専門医のキャリアを積むために家族を捨てた夫・六郎に代わり看護師として四朗との母子家庭の生活を支えていたが、四朗が高校生の時に白血病に倒れ働けなくなったために生活が貧窮してしまい、医学部へ入学できるだけの学力がありながら四朗を進学させられなかったことを詫びている。
第4話
北島剛次
演 - 木下ほうか（第1話）
警視庁・警務部長。
コネクションを確保するため山根の盗撮の被害届を揉み消し粟田口に恩を売るが、秘書軍団の工作により警視総監の目の前で山根が逮捕された際、口を滑らせ山根の盗撮行為を認識していると取れる発言をしてしまい、被害届を握りつぶした悪事がばれて懲戒免職となる。
小杉映子
演 - 永瀬莉子
女子高生。エスカレーターでの盗撮事件で被害届を提出するが、北島の圧力で被害届を握り潰され、過去に万引きで補導された前歴を持ち出され盗撮の件を深追いするなと脅しまでかけられたことで警察に不信感を持つ。執拗な脅迫に怯え山根の追及を躊躇したものの、同じように警察で苦しんだ不二子の励ましを受け、戦う決意をする。未成年のため救済の報酬は求められなかった。
山根幸四郎〈38〉
演 - 金井勇太
警視庁広報課のエリート警察官。階級は警視正。粟田口の後援会会長の息子。その筋の会合に参加するほどの盗撮マニアで、通勤途中のエスカレーターで女性の後方に回り込んでは、スマートフォンのカメラでスカートの中を盗撮していた。映子を盗撮した際に証拠のスマートフォンを落としたことで足がつき、北島にもみ消してもらったものの、参事官への昇進が内定していたことから念を入れて子飼いのチンピラを使って警告するなど映子を脅迫する。盗撮マニアの性を利用した秘書軍団の作戦に嵌り、盗撮マニアの秘密の会合に持参したコレクションの盗撮写真に加え、秘書軍団が付け加えた自身の犯行を示す写真を橋本警視総監に見られてしまい逮捕、懲戒免職となる。
警務部の男性秘書
演 - 佐藤裕
北島に会いにきたことを不二子に予定にないと言われ立腹した山根に謝罪し、北島の執務室に案内する。
警務部の刑事
演 - 西将輝
北島と山根にお茶を出すように不二子に命令する。
映子を襲った暴漢
演 - 荒井敦史
山根の子飼いのチンピラ。夜道を一人で帰る映子に盗撮の件をこれ以上深追いするなと脅迫するが、三和に剣術で撃退される。山根が懲戒免職となった後に逮捕されている。
東品川署の制服警官
演 - 吉成浩一
盗撮の被害届の件を確認にきた映子に、被害届が見当たらないと伝える。
東品川署の私服警官
演 - 児玉貴志
盗撮の被害届の件を確認にきた映子に対し、別室に連れ出し万引きの前歴を引き合いに出して退学をちらつかせ、これ以上詮索しないよう脅しを入れる。
柔道着の先輩刑事
演 - 小多田直樹、小谷けい
柔道の稽古の後に更衣室に押しかけ、稽古をつけると不二子を襲うセクハラを働く。
捜査一課の2人組の先輩刑事
演 - 植木祥平、永栄正顕
不二子に押収したアダルト動画の確認作業をするように指示をだすパワハラ、セクハラを働く。
会田
演 - 永野宗典
常習犯の盗撮マニア。五月のスカートの中を盗撮して秘書軍団に捕まり尋問を受け、盗撮マニアたちが盗撮写真を見せ合う秘密の会合があることを白状する。尋問後、警察に突き出されている。
SECRET会の参加者
演 - 河津浩滉
盗撮マニアが盗撮写真を見せ合う会合の参加者で、山根のことを教授と呼び山根の盗撮写真を絶賛する。
所轄の刑事
演 - 石川啓大
盗撮犯たちがホテルで会合を開いている通報を受け盗撮犯を追跡し、警視総監の指示で山根を連行する。
橋本
演 - 藤田宗久
警視総監。会食の席で山根の盗撮と北島の揉み消しを知り、2人を断罪する。
多田節子
演 - 小貫加恵
認知症の老婆。無自覚にスーパーで万引き行為をして警察に補導された前歴があり、再犯による逮捕を阻止するため秘書軍団が接触し、万引きした品物を秘密裏に返却する。
スーパーの店員
演 - 福沢重文
「スーパーいけみや」の店員。上記の老婆が万引きしていたところを補導しようとするが、不二子の機転でかわされてしまう。
第5話
佐藤芽衣
演 - 浅田芭路
児童施設の少女。新しい施設への移転が中止となったことで駄々をこねている。
佐藤柊吾
演 - 山城琉飛
児童施設の少年。芽衣の兄。新しい施設に移転できないと駄々をこねる妹をなだめるものの、自身も施設移転の公約を破った勝子に怒りを覚え、彼女が乗る都知事公用車に泥団子を投げつける。それを止めて施設まで送り届けた千代に「萬」を紹介され、ラーメン代を100円三和に奢ってもらったうえ救済される。施設の移転計画再開後は施設の子供たちと共にラーメンを食べに来た。
児童施設の職員
演 - 西原亜希
目黒の児童養護施設「ひまわりチャイルドホーム」の職員。児童養護施設の移転がなくなっただけでなく、現在の施設もなくなるために施設の子供たちが他の養護施設に引っ越し、離れ離れになってしまうことを嘆く。
都知事の男性秘書
演 - 桜井聖、野依康夫
秘書は都知事を乗せて公用車の運転をしてはいけない規定を伝えたため、勝子が自ら公用車を運転することになる。
小百合ママ
演 - 芦川よしみ（最終話）
銀座の「Club白蝶」のママ。千代とは彼女がライバル店のホステスだったことから顔見知りであり、彼女の能力も買っている。政界進出前の勝子の情報収集のため訪問した千代に、彼女の運転癖について明かす。
後に千代が東都銀行を解雇された後、彼女に請われ店のキャストに迎え入れている。
三和をナンパした男たち
演 - 碕理人、池田和樹
家族との不和を思い出しイライラしていた三和をナンパしようとしたため、三和から殴りかかられてケンカになり、警察に補導される。
風間紀雄
演 - 山中敦史（最終話）
三和の父。風間グループ会長。家柄を重んじるあまり三和がストレスを感じていることに気付かず、家族に対して粗暴な態度をとる娘を理解できていない。
都知事秘書を解雇された三和に懇願され彼女にホテルでの仕事を与えるが、裏では粟田口に癒着し不正献金をしており、粟田口に影の秘書軍団がホテルで活動していた際の画像を提供し娘を売り渡した張本人であった。
三和の母
演 - 彩輝なお
弁護士となった三和の兄・貴司の祝の会食の席で父に料理を投げつけた三和を叱りつける。

公用車の運転手
演 - 永山たかし
都知事の公用車の運転手。南に車の運転をさせるために不二子に誘惑されて車から離れてしまう。
都知事のSP
演 - 蔵原健（第1話、第6話）
都知事の警備担当の刑事。
久保田弘明
演 - 卯ノ原圭吾
南駒沢動物病院の獣医。南都知事の愛犬ハッピーの診察を行う。
都知事の番記者
演 - 亜佳子（第6話）
暴言を吐く様子をネットに拡散された南都知事を取材する。
粟田口のもう一人の秘書
演 - 大竹周作（第7話・最終話）
南都知事の緊急謝罪会見のネット中継を粟田口に伝える。
野口直巳
演 - 野間口徹
中小企業の経営者。会社の経営がうまくいかないため自殺を考えていたが、偶然を装って立て続けに接触した秘書軍団にちやほやされ、五月から占いで良いことがあると言われたことによって気分を良くし、自殺することを思い留まる。
ストリートミュージシャン
演 - milet
ストリートライブで『The Hardest』をキーボードで弾き語りする。
第6話
白鳥六郎（しらとり ろくろう）
演 - リリー・フランキー
東帝大学病院・心臓外科教授。四朗の父。
ゴッドハンドと呼ばれる手術の腕の持ち主。医療に高い倫理観を持って携わり、専門医のキャリア形成を優先するために四朗たち家族と別れ渡米した過去を持つ。患者の社会的地位や所得の大小に関係なく難易度の高い手術を必要とする患者を優先的に執刀しており、急性心筋梗塞で倒れた南都知事の手術を粟田口から依頼されるが、「自分でなくても成功する」と判断し執刀を断る。粟田口が多額の報酬と引き換えに依頼した「わざと手術に失敗して南を再起不能にしろ」という話も、自らの良心に従い拒否したが、同じ依頼を別の医師に行わせることを察知した四朗から改めて秘密裏の手術を依頼され承諾する。
術後、南からの謝礼金を受け取らず秘書軍団に譲った後に四朗を呼び止め、病院で再会したときから娘であることに気付いていたことを告げる。彼女が母親の件で自分を恨んでいることを理解し、その感情を受け止めたうえで「自分のように家族を顧みない医師ではなく、違う方法で他人を救える人になれ」と告げる。
柳原修二
演 - 青山伊津美
東京都副知事。急性心筋梗塞で緊急入院した南都知事は念のための検査入院であると虚偽の発表をする。
倉田準
演 - 東根作寿英
心臓外科医。南都知事の心臓手術の執刀医であったが、粟田口の介入で白鳥に執刀医の座を明け渡すことになる。
西条忠
演 - 佐戸井けん太
慶西大学病院の新院長。粟田口から執刀医変更を依頼され、その申し出を受け入れる。
康子
演 - 宮地雅子
七菜の家の近所で夫婦で八百屋を営んでいる女性。旦那が心臓病を患い、ほとんどの病院から執刀を拒否される難易度の高い手術が必要だったために白鳥六郎を見つけ出し、ようやく手術が予定されていたが、粟田口による横槍で南都知事の手術を優先されて病院から手術の実施をキャンセルされてしまう。そのため、七菜の仲介で秘書軍団が救済にあたり、無事に手術が行われることになる。報酬は「八百屋の野菜」。
バスで座席を譲らない若者
演 - 上田航平（ゾフィー）
バスで妊婦や老人がいるのにもかかわらず荷物で座席を占拠してスマホゲームに没頭していたため、家族のふりをして絡んだ秘書軍団によって強制的に座席から立たされ、席を譲らされる。
第7話
中川由加里
演 - 伊原六花
智城大学の就活中の女子大生。1998年6月10日生まれ。東都銀行への内定を勝ち取っていたが、何の落ち度もないのに内定を取り消されてしまい、出身大学の先輩である七菜にそのことを相談し、秘書軍団の救済を受ける。父親からの紹介で民支党の椎名の衆院補欠選挙でウグイス嬢のアルバイトをしており、その際、公職選挙法に抵触する日当10万円の高額なアルバイト代を支給されたため、怖くなって全額返済するが、そのことを黒木に嗅ぎつけられ、父親が区議会議員であることから公選法違反のスキャンダルになると問い詰められる。
高松新
演 - 相島一之
東都銀行・人事担当常務。粟田口の秘蔵っ子。
粟田口に最先端科学大学機構への融資の名目で裏金を提供する金庫番を務めている。椎名の衆院補欠選挙でウグイス嬢を務め、公職選挙法に抵触する高額な日当を受け取らなかった由加里が自分たちに懐柔されなかった報復に、人事担当常務の職権を乱用して由加里の東都銀行への内定を取り消す。
椎名七津子
演 - 凰稀かなめ
ハーバード大卒で官僚出身のエリート。1980年1月25日生まれ。
1か月前に東京32区の衆院補欠選挙に民支党から出馬して当選、粟田口の力添えで最先端科学大学機構の特命担当大臣に就任する。今後は政敵となった南都知事の対抗馬として都政に進出させようと粟田口から期待をかけられていた。しかし、選挙で賄賂を配り買収していた証拠を秘書軍団に掴まれ、東京地検特捜部が議員事務所に捜査に現れたため粟田口に助けを求めるが、不正がばれて手駒として使えないと判断した粟田口に見限られる。
椎名の議員事務所スタッフ
演 - 伊藤裕一
選挙で賄賂を渡した証拠を探すため、椎名の議員事務所に清掃スタッフとして忍び込んだ五月に早く掃除をするように注意する。
二瓶功太郎
演 - 上川周作（最終話）
東京地検特捜部係官。不二子が小学校の柔道教室でコーチを務めていた時の教え子で後輩にあたる。不二子に好意を抱いており、不二子から椎名が選挙でばらまいた賄賂のリストなどを提供され、公職選挙法違反の裏付け捜査を依頼される。
秘書を解雇された不二子から正義を貫くようはっぱをかけられ特捜部のマル秘文章データを彼女に提供する。
中川忠信
演 - 佐伯新
由加里の父。朝日区議会議員。椎名から賄賂を受け取り、椎名の衆院選で民支党の衆議院議員たちの後援会の票の取りまとめをしていたことを七菜からの説得で告白する。
中川由子
演 - 土井きよ美
由加里の母。
成田敬悟、富山清二郎、小島美奈子
演 - 森永徹、田野良樹、今藤洋子
民支党の衆議院議員。椎名から賄賂を渡され、椎名の衆院補欠選に中川の取りまとめで自分たちの後援会の票を回したことを証言して欲しいと千代から協力を求められるが、椎名のバックに控える大臣の粟田口を敵に回すことに二の足を踏み断ろうとしていたところに萬が現れ、粟田口の秘書時代に世話になりながら賄賂事件で萬が逮捕され時に彼を見捨ててしまった負い目があったことから、世間から非難され、失職することを覚悟で賄賂を受け取ったことを証言する。
鰐淵明
演 - 俵木藤汰
五月の夫。故人。粟田口の後援会会長。7年前、粟田口の京都事務所で利権の見返りを期待する支持者である鹿賀山商事の野口社長ら預かった裏金を粟田口に献金しようとするが萬に咎められる。その様子を見ていた粟田口が萬は清廉潔白すぎて自分の秘書としては使えないと判断し、萬の首を切るのに彼が賄賂を受け取った濡れ衣を着せる工作をするよう粟田口から目配せで指示されたため、講演会の謝礼で受け取った和菓子が入った段ボールに先ほどの裏金を紛れさせる。その後、萬の賄賂受け取りが濡れ衣であることを証言されては困るため、粟田口の策略で首つり自殺に偽装され殺害される。
粟田口の側近
演 - 加瀬信行
7年前、夫を首つり自殺に偽装され殺害された五月が粟田口に復讐しようと刃物を持って襲撃した際、粟田口をかばって右肩を刺されて負傷する。
粟田口のSP
演 - 岩田知幸（最終話）、高久慶太郎
7年前、刃物を持って粟田口を襲撃した五月を取り押さえる。
北沢静男
演 - 小澤亮太
東都銀行・人事部。千代からの要請で由加里の就職活動時の人事資料を持ち出す。入手した資料から千代は人事担当常務の高松の差し金で由加里の内定が取り消されていたことを掴む。
最終話
鈴木六都美
演 - 岩下志麻（特別出演）
総理大臣秘書。この世を動かしてるのは国や財界のトップではなく、影の黒子たちであると断言する｡
天粕八太郎
演 - 矢島俊作
内閣総理大臣。スキャンダルで失脚した粟田口の後任の財務大臣の人選を秘書の六都美に確認する。
八雲智彦
演 - 本田大輔
財務大臣秘書。これまで粟田口に忠実に仕えていたが、彼の悪行を知ったことで「次は自分が責任を被せられる」と察して萬の策略に協力し、粟田口が不正について自白する会見を開くよう誘導する。

林政明
演 - 金井良信
港南区再開発に伴うIR招致の担当に任命される見込みの民支党代議士。6年前、最先端科学大学院機構の土地買収の情報をもとに32区の格安物件を買い漁り、その半年後に鹿賀山商事に法外な値段で買い取らせることで金を生み出す錬金術に関わっていた。
香坂
演 - 生津徹
銀座の「Club白蝶」で林と同席していた代議士。
東都銀行の役員たち
演 - 青木一平、国枝量平
頭取室で霧島頭取に稟議書を承認してもらう交渉をしていた。
記者
演 - 木川淳一
粟田口のスキャンダル謝罪会見で粟田口に質問する。

八神達樹
演 - 勝村政信
結婚詐欺師。複数の女性にプロポーズをして、結婚後の新居マンションの頭金、母親の入院費の立て替えなどの名目で金をせしめていたが、七菜を標的にしたことで犯行が秘書軍団の知るところとなり、彼の手口に敢えて騙された秘書軍団全員から一斉に詰め寄られたことで結婚詐欺を認めて観念する。

## スタッフ
- 脚本 - 中園ミホ、香坂隆史、林誠人
- 演出 - 田村直己（テレビ朝日）、山田勇人（ザ・ワークス）、片山修（テレビ朝日）
- 音楽 - 沢田完
- 主題歌 - milet「Who I Am」「The Hardest」（Sony Music Labels）[9]
- ナレーション - 岩下志麻
- 医療監修 - 新村核
- 警察監修 - 古谷謙一
- 秘書指導 - 渡邉華織
- 法律指導 - 細谷裕美
- スタントコーディネーター - 劔持誠
- エグゼクティブプロデューサー - 内山聖子（テレビ朝日）
- プロデューサー - 大江達樹・浜田壮瑛（テレビ朝日）、大垣一穂・角田正子（ザ・ワークス）
- 制作協力 - ザ・ワークス
- 制作著作 - テレビ朝日

## 放送日程
| 放送回                                                                       | 放送日   | ラテ欄                                                  | 脚本     | 演出     | 視聴率 |
| ---------------------------------------------------------------------------- | -------- | ------------------------------------------------------- | -------- | -------- | ------ |
| Mission 1                                                                    | 10月22日 | 大銀行のひどい上司をぶっ潰せ!! 上流国民VS"影の仕事人"!! | 中園ミホ | 田村直己 | 13.8%  |
| Mission 2                                                                    | 10月29日 | VS大銀行パワハラ女帝!! 恐怖の無視カゴ!?                 | 中園ミホ | 田村直己 | 13.7%  |
| Mission 3                                                                    | 11月05日 | 白い巨塔の黒い敵を潰せ!!                                | 香坂隆史 | 片山修   | 13.4%  |
| Mission 4                                                                    | 11月12日 | 盗撮魔の警察キャリア潰せ!!                              | 林誠人   | 山田勇人 | 14.8%  |
| Mission 5                                                                    | 11月19日 | 都知事の黒い秘密ファースト                              | 香坂隆史 | 田村直己 | 15.2%  |
| Mission 6                                                                    | 11月26日 | 神の手を持つ名医の黒い金!!                              | 中園ミホ | 片山修   | 14.6%  |
| Mission 7                                                                    | 12月03日 | 最終章!! 狙われた秘書たち                               | 中園ミホ | 山田勇人 | 13.9%  |
| Final Mission                                                                | 12月10日 | さらば影の軍団…!! 最終決戦 秘書をなめるな!!             | 中園ミホ | 田村直己 | 16.7%  |
| 平均視聴率 14.5%（視聴率はビデオリサーチ調べ、関東地区・世帯・リアルタイム） |          |                                                         |          |          |        |

- 第1話は21時 - 22時14分の20分拡大放送。
- 最終回は21時 - 22時9分の15分拡大放送。

## スペシャルドラマ
『七人の秘書スペシャル』（しちにんのひしょスペシャル）のタイトルで2022年10月2日の21時より放送された。
粟田口を倒した後、バラバラになっていた七人の秘書軍団が再結集し、巨大詐欺グループを倒すために奮闘する姿が描かれる。

### キャスト（スペシャルドラマ）

#### 影の秘書軍団
望月千代（もちづき ちよ）〈35〉
演 - 木村文乃
「鴨志田製作所」社長秘書。萬の紹介で秘書に就任している。
照井七菜（てるい なな）〈27〉
演 - 広瀬アリス
東都銀行秘書。
長谷不二子（はせ ふじこ）〈33〉
演 - 菜々緒
元警視庁警務部長秘書。シングルマザーとなって工場作業員として働いている。
朴四朗（パク サラン）〈30〉
演 - シム・ウンギョン
元大学病院病院長秘書。現在は病院の清掃員で、医大進学を目指している。
風間三和（かざま みわ）〈33〉
演 - 大島優子
元東京都知事秘書。現在はフードデリバリーの宅配員。
鰐淵五月（わにぶち さつき）〈61〉
演 - 室井滋
家政婦。
萬敬太郎（ばん けいたろう）〈50〉
演 - 江口洋介
司法書士で元ラーメン店「萬」の店主。
望月一男（もちづき かずお）
演 - マキタスポーツ
千代の兄。中古車販売「ファーストマン 」のCM動画がバズり、中古車販売で大儲けする。
長谷仁（はせ じん）
演 - 梶谷奏陽
不二子の息子。不二子には、父親を非公開にされている。

#### 周辺人物
鴨志田寿
演 - 伊武雅刀
「鴨志田製作所」社長。小さな町工場ながら世界に誇る特許技術をもつ。経営危機を乗り越えるため、天野みゆきから紹介されたオンラインサロンで教えられた未公開株に投資するが、投資金8000万円をだまし取られる。
白崎幸司
演 - 玉置玲央
「日本ヘロンズソリューション」社長。ソーラーパネルを高効率・長寿命化できる「鴨志田製作所」が持つ「インフィニティギア」の特許に興味を示す。
裏で大学の先輩であった伍井たち詐欺師一味に加担し、投資詐欺で金を巻き上げ、「鴨志田製作所」への特許使用料を払うことを惜しんで「インフィニティギア」の特許を買い取り、丸儲けしようと画策していた。
青山健一
演 - 飯田基祐
「東都銀行」の融資部部長。天野みゆきに投資詐欺のターゲット候補となる企業の情報を流していた。
三和が仕掛けた盗聴器で、自身が詐欺行為をしている会話を盗聴され、それを元に影の秘書軍団によるディープフェイク動画で詐欺師一味のかく乱に利用された。
天野みゆき
演 - 野波麻帆
白崎の恋人。鴨志田にオンラインサロンを紹介した人物。青山から紹介された企業の社長に近づき、佐々木のオンラインサロンを紹介し、投資詐欺で金をだまし取っていた。
佐々木亮介
演 - 三浦誠己
一流証券会社ネオ・ブラーザーズ証券出身の経営コンサルタント。オンラインサロンで鴨志田に未公開株への投資を呼びかける。
正体は幽霊会社「伍井企画」で、投資詐欺を行う詐欺師・伍井保で、白崎の大学の先輩であった。
代島和也
演 - 長谷川朝晴
「鴨志田製作所」専務。鴨志田の右腕的存在。しかし裏では、白崎たちに加担し、「鴨志田製作所」の「インフィニティギア」の特許を「日本ヘロンズソリューション」に売らざるを得ない状況に誘導していた。悪事を影の秘書軍団に嗅ぎつけられ、千代から一身上の都合で退職するよう言い渡される。
藍田紀佐子
演 - 冨手麻妙
「東都銀行」の秘書。七菜の同僚。父が入院中で、母も入院し、ペットの犬猫が亡くなり、交際相手も事故に遭う不幸が起こっていると七菜に告げ、中鉢治療院で中鉢から不幸を浄化する作用のある石を七菜と一緒に購入しようとするが、実は中鉢とグルの詐欺師で、七菜から金をだまし取ろうとしていた。
根木省吾
演 - 芝大輔（モグライダー）
佐々木の主宰するオンラインサロンに出席する経営者。投資詐欺に遭いそうなところを、影の秘書軍団に救済される。

#### その他
中鉢琢磨
演 - 安井順平
中鉢治療院の気功師。七菜に不幸が起こっていることや影の秘書軍団のことを言い当て、仲間にとてつもない不幸が訪れており、その仲間の悪い気の流れで七菜が死んでしまうと告げる。
見つけ出した不幸な仲間と思われる同僚秘書の藍田紀佐子と七菜に、不幸を浄化する作用があるという石を100万円で売りつけようとする。実は秘書の藍田とグルで、藍田が入手した七菜の個人情報を元に占いが当たったように七菜をだまし、ただの石を売りつけ金をだまし取ろうとしていたが、影の秘書軍団に悪事を突き止められ成敗される。
工場長
演 - 信太昌之
不二子のアルバイト先の工場長。外国人労働者の賃金をピンハネしていたのを不二子に指摘される。
外国人労働者
演 - ブリーズ、ブンシリ、パーシー
不二子のアルバイト先の外国人労働者。不二子に工場長の賃金ピンハネを抗議してもらう。
医師
演 - 柾賢志
白鳥医師の依頼で、娘の四朗に医学部進学に向けての勉強を教える。
マイク・ウィーバー
演 - イアン・ムーア
世界的に有名なIT企業、マイクロブック社のCEO。佐々木からの依頼でオンラインサロンに出席して顔見世し、鴨志田を信頼させる。
ディープフェイクにより作り出された偽物と思われたが、不二子の働く工場で製造されていたソックリさんマスクを被っただけのアナログな偽物であった。
林、山口 ほか
演 - 木村靖司、鈴木隆仁
鴨志田製作所の社員。「インフィニティギア」の特許を売却すれば、経営が立て直しできると会議で提案し、専務の代島と口論となる。
鴨志田正子
演 - 渡辺杉枝
鴨志田の妻。突然倒れて入院した夫を心配する。
藤本、和田、梶川
演 - 長友郁真、米野真織、伊藤祐輝
「日本ヘロンズソリューション」の社員。白崎のライブ配信をサポートしていたが、影の秘書軍団による白崎のディープフェイク動画で詐欺行為が発覚すると、白崎に説明を求める。
オンラインサロンの受付
演 - 松永渚
伍井が経営コンサルタント・佐々木亮介を名乗っていたオンラインサロンの受付。
加藤宏之
演 - 中野剛
オンラインサロンの参加者を演じていたサクラ。オンラインで遠隔地からサロンに参加しておらず、全員が「伍井企画」の同じ部屋に待機していた。

### スタッフ（スペシャルドラマ）
- 原案 - 中園ミホ
- 脚本 - 香坂隆史
- 演出 - 山田勇人
- 主題歌 - milet 『Who I Am』『The Hardest』（ソニー・ミュージックレーベルズ）
- 音楽 - 沢田完
- エグゼクティブプロデューサー - 内山聖子（テレビ朝日）
- プロデューサー - 大江達樹（テレビ朝日）、浜田壮瑛（テレビ朝日）、峰島あゆみ（テレビ朝日）、遠藤光貴（ザ・ワークス）、大垣一穂（ザ・ワークス）、角田正子（ザ・ワークス）
- 制作協力 - ザ・ワークス
- 制作著作 - テレビ朝日

### 放送日程（スペシャルドラマ）
| 放送日        | サブタイトル    | ラテ欄 | 視聴率 |
| ------------- | --------------- | --- | ------ |
| 2022年10月2日 | Special Mission | 2020年秋のNo.1ドラマが復活!! 騙された金を取り戻せ 敵は巨大詐欺軍団…!? こらしめてやりましょう!! 完全新作SP | 10.7%  |

## スピンオフドラマ
『ザ・接待〜秘書のおもてなし〜』（ザ・せったい ひしょのおもてなし）のタイトルで、2020年11月5日の本編第3話の放送終了後からTELASAで配信。
各秘書を主人公に据えた5本のオリジナルストーリーを展開し、用途や相手に合わせた接待のセッティングでもてなす秘書たちの姿を描く。ドラマに登場する店や絶品メニュー、手土産はすべて、本編の秘書指導を担当している渡邉華織が選んだ実在するものである。

### キャスト（スピンオフドラマ）
- 望月千代 - 木村文乃
- 照井七菜 - 広瀬アリス
- 長谷不二子 - 菜々緒
- 朴四朗（パク・サラン） - シム・ウンギョン
- 風間三和 - 大島優子

### ゲスト（スピンオフドラマ）
第1話
- 与田雄一（実業家） - DAIGO
- 東都銀行・専務 - 春海四方

第2話
- 南勝子（東京都知事） - 萬田久子
- ゆりやんレトリィバァ（女芸人） - ゆりやんレトリィバァ（本人役）

第3話
- 椿原弘（老舗旅館の御曹司） - 石井智也
- 椿原峰子（弘の母） - 山下容莉枝
- 椿原（弘の父） - おかやまはじめ

第4話
- 神宮寺美佐江（肉好きのスーパードクター） - 中越典子

第5話
- 佐藤健四郎（人気刑事ドラマの主演俳優） - 田山涼成

### 配信日程
| 各話  | 配信日   | サブタイトル | 演出     |
| ----- | -------- | ------------ | -------- |
| 第1話 | 11月05日 | 望月千代編   | 中前勇児 |
| 第2話 | 11月12日 | 風間三和編   | 中前勇児 |
| 第3話 | 11月19日 | 照井七菜編   | 中前勇児 |
| 第4話 | 11月26日 | 朴四朗編     | 中前勇児 |
| 第5話 | 12月03日 | 長谷不二子編 | 中前勇児 |

## 劇場版
『七人の秘書 THE MOVIE』（しちにんのひしょ ザ ムービー）のタイトルで2022年10月7日に公開。テレビドラマの秘書軍団が再集結し、新たな敵・信州の九十九ファミリーと対決する。

### キャスト（劇場版）

#### 影の秘書軍団
望月千代
演 - 木村文乃
照井七菜
演 - 広瀬アリス
長谷不二子
演 - 菜々緒
朴四朗（パク・サラン）
演 - シム・ウンギョン
風間三和
演 - 大島優子
鰐淵五月
演 - 室井滋
萬敬太郎
演 - 江口洋介

#### 依頼人
「アルプス雷鳥グループ」の傍若無人な土地開発に怒り、秘書軍団に助けを求める。
緒方航一
演 - 玉木宏
信州のラーメン屋「味噌いち」の経営者。

#### 九十九ファミリー
信州を牛耳る巨大企業「アルプス雷鳥グループ」の経営者一族。
九十九二郎
演 - 濱田岳
九十九ファミリーの次男。「雷鳥牧場」の経営者。
マッチングアプリで出会った七菜との結婚披露宴の直前に失踪する。
九十九美都子
演 - 吉瀬美智子
九十九ファミリーの養女。「アルプス雷鳥グループ」の顧問弁護士。萬とは旧知の仲。
九十九道山
演 - 笑福亭鶴瓶
九十九ファミリーのドン。「アルプス雷鳥グループ」のCEO。
九十九三郎
演 - 内村遥
九十九ファミリーの三男。「ステーキハウス雷鳥」社長。
九十九四郎
演 - 岐洲匠
九十九ファミリーの四男。リゾート会社「雷鳥リゾート」社長。
九十九五郎丸
演 - 川原瑛都
九十九ファミリーの五男。
九十九百之輔
演 - 若林豪
「雷鳥牧場」創始者。道山の最初の妻の父。

#### その他
海藤和晃
演 - 半海一晃
長野県知事。
北村旭
演 - 遠山俊也
アルプス市市長。
永田研二
演 - 光石研
代議士。
粟田口十三
演 - 岸部一徳
元財務大臣。
雷鳥牧場の従業員
演 - 中本賢、松本海希（役名：タキ）、原田文明、林和義

ハヤト、ユキ
演 - 横山歩、横溝菜帆
牧場を手伝っていた子供たち。
道山の部下
演 - 國本鍾建、末吉司弥、菅原健
信州郷土料理「九重」を根城にしている。
ママ
演 - 秋本奈緒美
クラブ「クララ」のママ。
医師、看護師
演 - 野間口徹、ふるかわいずみ（役名：与野華子）
道山が入院する病院。
執事
演 - 小須田康人
九十九家の執事。
秘書
演 - 庄野崎謙
九十九四郎の秘書。
参列者
演 - 大槻修治
二郎と七菜の結婚パーティ出席者の大物。
従業員
演 - はやしだみき
七人の秘書が泊まった旅館の従業員。
司会者
演 - 足立学
二郎と七菜の結婚パーティの司会者。
長谷仁
演 - 梶谷奏陽
不二子の息子。

### スタッフ（劇場版）
- 監督 - 田村直己
- 脚本 - 中園ミホ
- 音楽 - 沢田完
- 主題歌 - Milet「Final Call」（Sony Music Labels）
- 製作総指揮 - 早川洋
- 製作 - 西新、市川南、野村英章、今村俊昭、藤川克平、飯田雅裕、田中祐介、渡辺章仁、伊藤貴宣、寺内達郎、平城隆司、森君夫
- エグゼクティブプロデューサー - 内山聖子
- プロデューサー - 大江達樹、浜田壮瑛、峰島あゆみ、村上弓、遠藤光貴、大垣一穂、角田正子
- 撮影 - 五木田智
- 映像 - 服部正邦
- 照明 - 花岡正光
- 録音 - 福部博国
- 編集 - 河村信二
- 選曲 - 藤村義孝
- 音響効果 - 木村実玖子
- スクリプター - 岩井茂美
- VFXスーパーバイザー - 道木伸隆
- 美術プロデューサー - 根古屋史彦
- 美術制作 - 木村正宏
- デザイン - 秋元博
- 装飾 - 春藤雄
- スタイリスト - 西ゆり子、Babymix（江口洋介）
- 衣装 - 斧木妙恵
- ヘアメイク - 若林幸子
- 宣伝プロデューサー - 森田道広
- 音楽プロデューサー - 野口智
- 助監督 - 高橋貴司
- 制作担当 - 町田虎睦
- アクションコーディネーター - 和田三四郎
- ラインプロデューサー - 田中敏雄
- 配給 - 東宝
- 制作プロダクション - ザ・ワークス
- 製作幹事 - テレビ朝日
- 製作 - 「七人の秘書 THE MOVIE」製作委員会（テレビ朝日、東宝、トライストーン・エンタテイメント、朝日放送テレビ、BS朝日、朝日新聞社、GYAO、ローソンエンタテインメント、メ〜テレ、北海道テレビ放送、静岡朝日テレビ、九州朝日放送）